# Montechiaro d'Asti
Montechiaro d'Asti is een gemeente in de Italiaanse provincie Asti (regio Piëmont) en telt 1412 inwoners (31-12-2004). De oppervlakte bedraagt 10,1 km², de bevolkingsdichtheid is 140 inwoners per km².

## Demografie
Montechiaro d'Asti telt ongeveer 629 huishoudens. Het aantal inwoners daalde in de periode 1991-2001 met 0,9% volgens cijfers uit de tienjaarlijkse volkstellingen van ISTAT.
| Jaar | Inwoneraantal |
| ---- | ------------- |
| 1991 | 1395          |
| 2001 | 1382          |

## Geografie
Montechiaro d'Asti grenst aan de volgende gemeenten: Camerano Casasco, Chiusano d'Asti, Cortanze, Cossombrato, Cunico, Montiglio Monferrato, Soglio, Villa San Secondo.